# NGC 5263
NGC 5263 is een spiraalvormig sterrenstelsel in het sterrenbeeld Jachthonden. Het hemelobject werd op 11 april 1785 ontdekt door de Duits-Britse astronoom William Herschel.

## Messier 3
Ongeveer een halve graad ten oosten van NGC 5263 bevindt zich de bolvormige sterrenhoop Messier 3. Amateurastronomen kunnen Messier 3 als gidsobject aanwenden om ten westen daarvan op zoek te gaan naar NGC 5263.

## Synoniemen
- UGC 8648
- MCG 5-32-58
- ZWG 161.113
- KUG 1337+286
- IRAS 13376+2839
- PGC 48333